# Gare de Cery-Fleur-de-Lys
La gare de Cery − Fleur-de-Lys est une halte ferroviaire du chemin de fer Lausanne-Échallens-Bercher. Elle est située sur le territoire de la commune de Prilly, dans le canton de Vaud, en Suisse.

## Situation ferroviaire
Établie à 543 mètres d'altitude, la halte de Cery − Fleur-de-Lys est située au point kilométrique 2,70 de la ligne Lausanne – Bercher (101). Elle se situe entre la gare de Prilly-Chasseur et la gare de Jouxtens-Mézery.

## Histoire
L'histoire de cette station commence dès 1882 avec une première demande de l'asile de Cery d'avoir une halte à proximité de ses bâtiments. La compagnie ayant demandé que les coûts soient entièrement pris en charge par l'État de Vaud. Ce dernier ayant refusé, la demande restera en attente jusqu'à la période de l'électrification. En effet, la station est créée en 1935, dans le même élan que l'électrification de la ligne du LEB. Il y a d'abord un très modeste abri, car la compagnie, compte sur le restaurant juste à côté de la halte pour faire office de salle d'attente. La halte se voit dotée d'une véritable construction en maçonnerie en 1978 seulement. C'est finalement en 1992 que le bâtiment est transformé et prend sa forme actuelle, dont le style architectural est unique sur l'ensemble des stations de la ligne,.
La situation actuelle de la station est intéressante sur deux points. Premièrement, elle assure la desserte de l'Hôpital de Cery la plus directe depuis le centre-ville de Lausanne. Une navette gratuite desservant les différents bâtiments de l'hôpital part du parking en face de l'arrêt du LEB. Deuxièmement, elle dessert la piscine ouverte de la Fleur-de-Lys. Le LEB propose d'ailleurs lors de la belle saison des billets combinés qui offrent le trajet sur la ligne ainsi que l'entrée à la piscine.
Le 12 janvier 2015, le passage à niveau jouxtant directement la station est fermé en raison de sa dangerosité. Des travaux de réfection du quai de la halte débutent alors. Ce dernier est allongé et rehaussé afin de permettre d'accueillir des compositions plus longues et de faciliter aux personnes physiquement handicapées l'accès aux voitures des trains. Le jeudi 30 avril 2015 a lieu la pose de la première pierre des travaux,.
En 2013, la halte compte une moyenne de 618 passagers par jour, soit 2,93 % des mouvements journaliers de la ligne.

## Service des voyageurs

### Accueil
Point d'arrêt non géré, elle dispose :  de quelques bancs abrités, d'un distributeur de billets, d'un interphone d'urgence, d'un oblitérateur pour les cartes multicourses et d'un boîtier avec boutons-poussoirs pour demander l'arrêt du train. On y trouve également des toilettes publiques ainsi qu'un distributeur automatique de produits alimentaires. La halte est protégée par vidéosurveillance.

### Desserte
La Cery − Fleur-de-Lys est desservie par des trains régionaux à destination de Bercher, d'Échallens et de Lausanne-Flon.